# دیر (شورای اتحادیه)
دیر (به انگلیسی: Dir) یک منطقهٔ مسکونی در پاکستان است که در خیبر پختونخوا واقع شده‌است.